# Dekanat Rawa Mazowiecka
Dekanat Rawa Mazowiecka – jeden z 21 dekanatów diecezji łowickiej. 
W skład dekanatu wchodzą następujące parafie:
- Parafia św. Wawrzyńca w Białyninie
- Parafia św. Stanisława Biskupa w Boguszycach
- Parafia Trójcy Świętej w Cielądzu
- Parafia św. Michała Archanioła w Głuchowie
- Parafia św. Józefa Rzemieślnika w Kochanowie
- Parafia Najświętszej Maryi Panny Królowej Polski w Kurzeszynie
- Parafia Jezusa Chrystusa Króla Wszechświata w Rawie Mazowieckiej
- Parafia św. Pawła od Krzyża w Rawie Mazowieckiej
- Parafia Niepokalanego Poczęcia Najświętszej Maryi Panny w Rawie Mazowieckiej
- Parafia św. Marcina w Wysokienicach

Dziekan dekanatu Rawa Mazowiecka
- ks. prał. dr Bogumił Karp – proboszcz w parafii Niepokalanego Poczęcia Najświętszej Maryi Panny w Rawie Mazowieckiej

Wicedziekan
- ks. dr Zbigniew Pilichowski - proboszcz w parafii Najświętszej Maryi Panny Królowej Polski w Kurzeszynie

Ojciec duchowny
- o. Józef Zwoliński CSSp – proboszcz w parafii Trójcy Świętej w Cielądzu